# Renève
 Renève  es una población y comuna francesa, en la región de Borgoña, departamento de Côte-d’Or, en el distrito de Dijon y cantón de Mirebeau-sur-Bèze.
Está ubicada en el centro de Francia, a una altitud de 200 metros sobre el nivel del mar, con una superficie de 1400 hectáreas y una población de 423 habitantes.
Su economía está basada en la producción agrícola. Está próxima a la ciudad de Dijon. La ciudad forma parte del patrimonio histórico de Francia.
El nombre Reneve tiene un origen muy antiguo, posiblemente celta. La raíz ren significa rivera, en alusión al río Vingeanne que bordea la ciudad. Siendo una ciudad galorromana, fue ocupada por los burgundios a mediados del siglo V y luego formó parte del reino de los francos (reino de Borgoña).
Monumento histórico de importancia es la iglesia de San Martín, fundada originalmente en el siglo IV bajo el patrocinio de San Martín, obispo de Tours. Destruida en varias ocasiones, fue finalmente reconstruida en 1772.
La ciudad pasó a tener trascendencia histórica con el juicio y la ejecución de la reina Brunegilda ocurrida en el año 613.

## Demografía
| 1 015 | 950 | 779 | 782 | 779 | 869 | 775 | 793 | 714 | 728 | 699 | 718 | 712 | 793 | 727 | 737 | 683 | 629 | 605 | 571 | 491 | 493 | 480 | 462 | 413 | 406 | 383 | 341 | 377 | 389 | 406 | 414 | 437 |
| Para los censos de 1962 a 1999 la población legal corresponde a la población sin duplicidades (Fuente: INSEE [Consultar]) |     |     |     |     |     |     |     |     |     |     |     |     |     |     |     |     |     |     |     |     |     |     |     |     |     |     |     |     |     |     |     |     |